# 厦门特别市 (日占)
厦门市（1939年7月1日—1943年3月30日）和厦门特别市（1943年3月30日—1945年9月）是日本占领厦门时期的行政区划。
1938年5月13日，厦门岛被日军占领；6月20日，成立厦门治安维持会。1939年7月1日，成立受兴亚院厦门连络部控制的厦门市政府，李思贤任市长。1943年3月30日，厦门市改由汪精卫国民政府直辖，并升格为厦门特别市；11月19日，厦门特别市政府的管辖范围调整为：厦门岛、鼓浪屿、金门岛、小金门岛、浯屿及其他附属岛屿。厦门特别市政府原计划设置市中心区、禾山区、鼓浪屿区、金门区和浯屿区等5个区，但后来仅设金门行政公署、浯屿行政公署、鼓浪屿行政公署等3个行政公署，也未划定行政区域，事实上仍是以警区代替政区实行管理。1944年，厦门岛设94个保，鼓浪屿设5个保。1945年9月，中国抗日战争结束，厦门特别市政府瓦解。1945年10月4日，国民政府重建厦门市政府。